# Sanja Damjanović
Sanja Damjanović (ur. 5 czerwca 1972 w Nikšiciu) – czarnogórska fizyk, minister do spraw nauki w rządzie Czarnogóry w latach 2016–2020. 

## Życiorys
Jest absolwentką Wydziału Fizyki na Uniwersytecie Belgradzkim. Tam też otrzymała tytuł magistra w zakresie fizyki cząstek elementarnych i grawitacji. W latach 1997–1998 pracowała jako asystentka na Uniwersytecie Czarnogóry. 
W 1999 na Uniwersytecie w Heidelbergu napisała rozprawę doktorską zatytułowaną Electron-Pair Production in Pb-Au Collisions at 40 AGeV, której promotorem był Hans Joachim Specht – dyrektor niemieckiego instytutu badawczego GSI Helmholtzzentrum für Schwerionenforschung. Tytuł doktora magna cum laude otrzymała w 2002 roku. 
W późniejszym czasie podjęła współpracę z CERN – brała udział w programach badawczych tej instytucji, których tematem była między innymi fizyka doświadczalna czy fizyka cząstek elementarnych. W 2007 Damjanović odegrała kluczową rolę w zainicjowaniu umowy o współpracy międzynarodowej między Czarnogórą a CERN.   
Jesienią 2016 została ministrem do spraw nauki w rządzie premiera Duško Markovicia. Funkcję tę sprawowała przez cztery lata, do 2020 roku. 